# Astragalus baba-alliar
Astragalus baba-alliar es una especie de planta herbácea perteneciente a la familia de las leguminosas. Es originaria del Asia
Es una planta herbácea perennifolia originaria de Irán e Irak.

## Taxonomía
Astragalus baba-alliar fue descrita por Ahmed Parsa y publicado en Kew Bulletin 3(2): 192. 1948.
Etimología
Astragalus: nombre genérico derivado del griego clásico άστράγαλος y luego del Latín astrăgălus aplicado ya en la antigüedad, entre otras cosas, a algunas plantas de la familia Fabaceae, debido a la forma cúbica de sus semillas parecidas a un hueso del pie.
baba-alliar: epíteto
Sinonimia
subsp. nudicarpus (Sirj. & Rech.f.) Tietz
- Astragalus bruguieri var. nudicarpus Sirj. & Rech.f.
- Astragalus cornutus var. glaber Parsa
- Astragalus fasciculifolius sensu C.C.Towns.
- Astragalus nudicarpus Rech.f.[4]